# Klaus Mühlsiegl

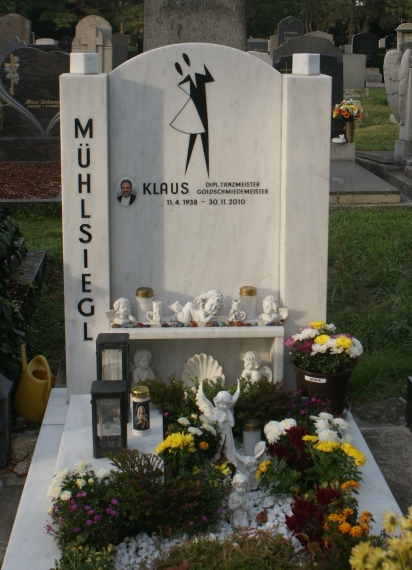
Grabstätte von Klaus Mühlsiegl

Klaus Gerhard Hannes Mühlsiegl (* 11. April 1938 im böhmischen Komotau; † 30. November 2010) war ein österreichischer Tanzlehrer.

## Biographie
Mühlsiegel wurde in Böhmen geboren. Nach der Vertreibung war er ab 1946 zehn Jahre bei den Wiener Sängerknaben, anschließend erlernte er den Beruf eines Juweliers, Gold- und Silberschmiedes. 1968 übernahm er die elterliche Tanzschule. Anfang der 1980er Jahre übernahm er die Choreographie der Eröffnung des Wiener Opernballs und ab 2002 auch die des Concordia-Balls.
Mühlsiegl war über 38 Jahre lang Lehrer und Prüfer der Fachschule des Verbandes Wiener Tanzlehrer. Weiters war er über drei Jahrzehnte Präsidialmitglied des Österreichischen
Tanzlehrerverbandes.

## Elterlicher Betrieb
Die Tanzschule wurde 1895 von Mühlsiegls Großvater Paul Anton Mühlsiegl in Komotau gegründet. Sein Vater Paul Eduard Mühlsiegl († 1975) führte diese mit seiner Gattin Lucie, geborene Mader aus Wien, weiter. Nach der Vertreibung gründet Paul Mühlsiegl mit der Gattin 1955 in der Schönbrunner Straße 249 in Wien-Meidling die Tanzschule „Mühlsiegl“ neu.
Seine letzte Ruhestätte befindet sich auf dem Liesinger Friedhof (Gr. 82, Nr. 7) in Wien.

## Auszeichnungen
- 2005: Silbernes Ehrenzeichen der Wirtschaftskammer Niederösterreich[4]
- 2006: Special Award des Social Dance Committes im World Dance Council und das silberne Ehrenzeichen der Wirtschaftskammer Wien[4]
- 2008: Goldenes Verdienstzeichen des Landes Wien[5]